# Антонов, Владимир Александрович
Влади́мир Алекса́ндрович Анто́нов (14 декабря 1922, Борнуково, Пильнинский район — 14 сентября 1961, Львов) — участник Великой Отечественной войны, командир эскадрильи 94-го гвардейского штурмового авиационного полка 5-й гвардейской штурмовой авиационной дивизии 1-го гвардейского смешанного авиационного корпуса 17-й воздушной армии 3-го Украинского фронта, гвардии лейтенант.
Герой Советского Союза (2.08.1944), капитан.

## Биография

### Происхождение
Родился 14 декабря 1922 года в деревне Борнуково ныне Пильнинского района Нижегородской области в семье крестьянина. Русский.  Окончил семь классов неполной средней школы в селе Порецком Чувашской АССР. Два года учился в Сережинском лесном техникуме в селе Чернуха Арзамасского района Горьковской области, позднее Алатырском лесном техникуме (Алатырь, Чувашская АССР). Окончил Алатырский аэроклуб.

### Военная служба
В 1941 году призван в ряды Красной Армии. В 1942 году окончил Оренбургскую военно-авиационную школу пилотов. В боях Великой Отечественной войны с октября 1942 года. Боевое крещение получил в небе Сталинграда в декабре 1942 года. Член ВКП(б)/КПСС с 1943 года.
К июню 1944 года командир эскадрильи 94-го гвардейского штурмового авиационного полка гвардии лейтенант В. А. Антонов совершил 150 успешных боевых вылетов на штурмовку укреплений, скоплений живой силы и техники противника. Лично сбил два вражеских самолёта.
Точными ударами он уничтожил большое количество вражеских танков, автомашин, пушек и другой военной техники. Немало разрушил мостов и переправ, железнодорожных путей и станций. В результате его штурмовок фашисты не досчитались в своих рядах в общей сложности батальона солдат и офицеров.
Указом Президиума Верховного Совета СССР от 2 августа 1944 года за образцовое выполнение боевых заданий командования по уничтожению живой силы и техники противника и проявленные при этом мужество и героизм гвардии лейтенанту Владимиру Александровичу Антонову присвоено звание Героя Советского Союза с вручением ордена Ленина и медали «Золотая Звезда» (№ 4283).
Всего за годы войны командир авиационной эскадрильи капитан В. А. Антонов совершил 225 боевых вылетов на штурмовку и разведку войск противника.
В 1946 году капитан В. А. Антонов по состоянию здоровья уволился в запас и стал лётчиком санитарной авиации. В 1950 году окончил школу высшей лётной подготовки и стал командиром корабля транспортной авиации. Более миллиона километров налетал он на внутрисоюзных и международных трассах.
Жил во Львове. Скончался 14 сентября 1961 года.

## Награды
- Медаль «Золотая Звезда» Героя Советского Союза
- Орден Ленина
- Два ордена Красного Знамени
- Орден Александра Невского
- Орден Отечественной войны I степени
- Орден Красной Звезды
- Медали

## Память
- Похоронен в городе Львов на Лычаковском кладбище.